# Traité de Brest-Litovsk (empires centraux-Ukraine)
Ne doit pas être confondu avec Traité de Brest-Litovsk.
Le traité de Brest-Litovsk entre les empires centraux et l’Ukraine, dit aussi traité de paix de Brest-Litovsk du 9 février 1918, a été négocié entre les diplomates des empires centraux et les représentants de la jeune République populaire ukrainienne. Ce traité de paix met un terme à la guerre entre l'Ukraine, alors engagée dans un processus devant aboutir à l'indépendance, et les empires centraux. Conclu à l'insu des négociateurs russes, le traité aboutit à la reconnaissance de l'indépendance de l'Ukraine. 
Cependant, l'évolution de la situation militaire sur le front de l'Ouest, ainsi que le rapide écroulement de la République populaire ukrainienne obligent l’Allemagne et l’Autriche-Hongrie, principaux intéressés à la paix avec l'Ukraine, à intervenir militairement dans le pays. Paix de victoire, ce traité est rendu caduc par l'armistice de Rethondes, obligeant le Reich à dénoncer l'ensemble des traités signés au cours de l'année 1918.
Ce traité ne doit pas être confondu avec le traité de Brest-Litovsk, nettement plus connu, signé quelques semaines plus tard, le 3 mars 1918, entre les gouvernements des empires centraux menés par l'Empire allemand et la jeune république russe bolchevique, issue de la révolution russe ; cet autre traité mettait fin aux combats sur le front de l'Est, soulageant ainsi la Quadruplice (ou empires centraux).

## Contexte
Devant le raidissement bolchevique à Brest-Litovsk, les négociateurs des puissances centrales ouvrent les négociations de paix avec les représentants de la Rada centrale ukrainienne.

### Ukraine après la révolution de février 1917
Depuis la révolution de Février, l'Ukraine est en ébullition. Dès le 15 mars 1917, une assemblée, la Rada centrale, se réunit à Kiev, soutenue par d'autres assemblées, qui se constituent sur le territoire ukrainien. Le 23 juin, la Rada vote l'autonomie de l'Ukraine russe, par un Universal, une proclamation ayant force de loi.
La révolution d'Octobre incite les membres de la Rada à s'éloigner de la Russie. Alors officiellement autonome au sein de la Russie, la Rada ne reconnaît pas l'autorité du gouvernement bolchevik de Petrograd. Ses membres proclament l'indépendance de la République populaire ukrainienne le 22 janvier 1918
Le lendemain, 23 janvier 1918, les représentants de la Rada se rendent à Brest-Litovsk pour obtenir des puissances centrales à la fois la reconnaissance de l'indépendance ukrainienne et aussi la satisfaction des revendications territoriales, formalisées par un universal du 20 novembre 1917. Le 2 février, les plénipotentiaires ukrainiens demandent à être traités comme les représentants d'un État souverain ; cependant, à ce moment, le gouvernement de la République populaire ukrainienne n'exerce aucune autorité réelle en Ukraine : en effet, ses membres fuient devant les troupes russes dans un train allemand, tandis que les Alliés, la France, la Grande-Bretagne, les États-Unis, partagent le pays, alors en proie à l'anarchie, en autant zones d'influence.

### Puissances centrales en Ukraine
Avant le conflit, les puissances centrales disposent de peu de capitaux investis en Ukraine, sauf dans le domaine de la construction mécanique et de l'extraction du manganèse,.
L'Ukraine, grenier à blé de la Russie, constitue en 1918 un but de guerre vital : en effet, ses richesse supposées en blé et en matières premières constituent un puissant moteur pour la conclusion d'un traité de paix avec les Ukrainiens. De plus, ces richesses suscitent les convoitises rivales du Reich et de la double monarchie : dans cette rivalité, les diplomates austro-hongrois tentent d'alimenter le sentiment national ukrainien en appuyant les autonomistes, espérant pouvoir bénéficier de livraisons massives de blé ukrainien.
La présence de négociateurs ukrainiens à la conférence de paix germano-russe incite les Allemands et les Austro-hongrois à prendre en compte les demandes de l'assemblée ukrainienne : en effet, les Allemands et leurs alliés estiment plus facile de parvenir dans un premier temps à un accord avec les représentants de la Rada ukrainiennes. Au terme de négociations entre le Reich et la double monarchie, il est décidé d'ouvrir des négociations avec les Ukrainiens.

## Négociations

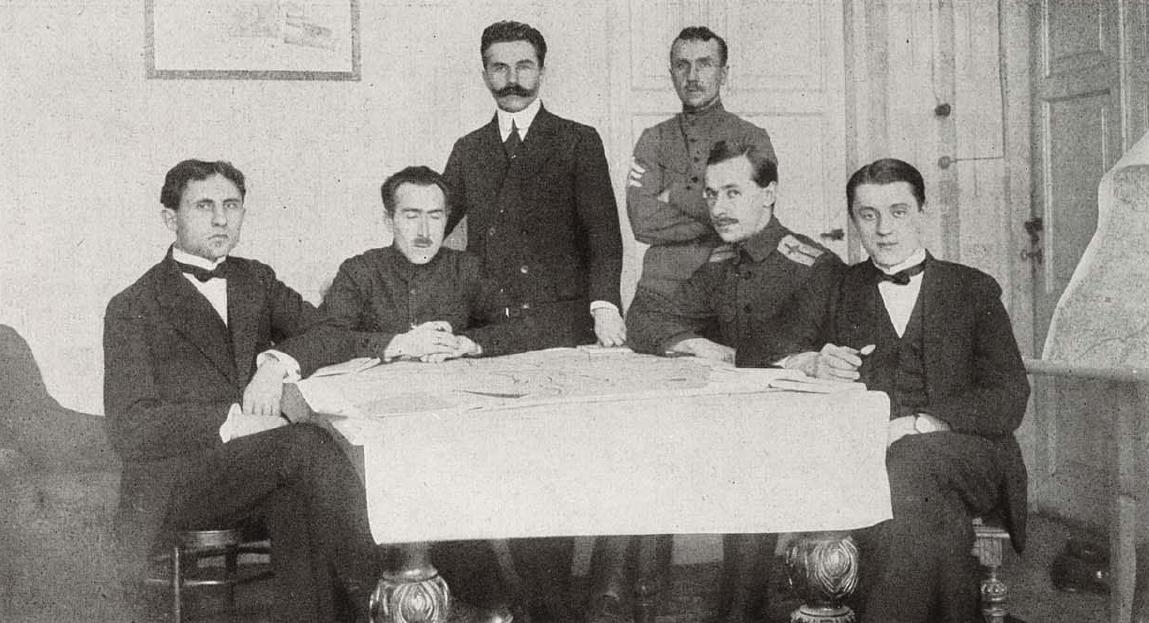
Les négociateurs ukrainiens.

Les négociateurs ukrainiens arrivent à Brest-Litovsk le 1er janvier 1918 ; le 4 janvier, ses membres ont leur premier contact avec Richard von Kühlmann et Ottokar Czernin, respectivement à la tête des délégations allemande et austro-hongroise. Le surlendemain, 12 janvier, la délégation est officiellement admise à la table des négociations, et les négociations commencent aussitôt entre délégués des États de la quadruplice et délégués ukrainiens.

### Négociateurs
| Ukraine                          | Ukraine               | Empire allemand                  | Empire allemand      | Autriche-Hongrie                 | Autriche-Hongrie | Bulgarie         | Bulgarie                | Empire ottoman | Empire ottoman    |
| -------------------------------- | --------------------- | -------------------------------- | -------------------- | -------------------------------- | ---------------- | ---------------- | ----------------------- | -------------- | ----------------- |
| Tête de la délégation            | Oleksandr Sevriuk     | Ministre des affaires étrangères | Richard von Kühlmann | Ministre des affaires étrangères | Ottokar Czernin  | Premier ministre | Vasil Radoslavov        | Grand vizir    | Talaat Pacha      |
| Ministre des affaires étrangères | Mykola Liubynsky (en) | Ober Ost                         | Max Hoffmann         |                                  |                  | Ambassadeur      | Andrey Toshev           |                | I. Hakki Pasha    |
|                                  | Mykola Levytsky (en)  |                                  |                      |                                  |                  |                  | I. Stoianovich          |                | A. Nessimi Bey    |
| Conseil économique               | Serhi Ostapenko       |                                  |                      |                                  |                  |                  | T. Anastasov P. Ganchev |                | Ahmed Izzet Pacha |

### Divergences au sein des puissances centrales
Dès les premiers échanges avec la délégation ukrainienne, de nombreuses divergences se font jour entre les négociateurs allemands et les négociateurs austro-hongrois, les premiers percevant l'Ukraine comme un grenier à blé à exploiter par les réquisitions et un traité de commerce favorable au Reich, les seconds souhaitant créer un État autonome, allié dans un premier temps aux puissances centrales contre les révolutionnaires russes, puis dans un second temps, lié à la double monarchie contre le Reich.
De plus, ces divergences se doublent de manières différentes d'appréhender la paix avec l'Ukraine au sein même des milieux économiques et politiques allemands : une réunion, présidée à Karl Helfferich, se tient à Berlin le 19 janvier afin de trouver une position commune de l'ensemble des acteurs allemands concernés. Tous les participants sont d'accord, à la foi pour « tirer de l'Ukraine tout ce que l'on peut en tirer », et pour remettre en état le réseau ferroviaire ukrainien et de restaurer le système financier et bancaire ukrainien.

### Demandes ukrainiennes
Les Ukrainiens souhaitent la reconnaissance de la république populaire ukrainienne.
Ils exposent aussi des revendications précises dans le domaine économique. Les négociateurs ukrainiens se montrent hostiles à la reprise du traité de commerce germano-russe de 1904 ; ils se montrent également partisans de la mise en place d'un commerce contingenté, sans droits de douane, avec des offices étatiques à Vienne, Kiev et Berlin.

### Interventions russes
Le 7 janvier 1918, Léon Trotski prend la tête de la délégation bolchevik envoyée à Brest-Litovsk ; le 10, il apprend l'existence de négociations entre les diplomates des puissances centrales et les représentants de la République populaire ukrainienne. Face à cette situation, le plénipotentiaire bolchevik annonce que le nouveau gouvernement russe ne reconnaît pas la proclamation ukrainienne d'indépendance.

## Clauses du traité
Devant l'impatience des responsables austro-hongrois à conclure la « paix alimentaire », afin de nourrir la population affamée, les négociateurs ukrainiens multiplient les exigences, considérant notamment que leur pays, nouvellement indépendant, n'a pas été vaincu par les puissances centrales ; les représentants ukrainiens cherchent donc à négocier un traité de paix favorable à leurs vues.

### Clauses territoriales
Dans un contexte marqué par la précipitation de la double monarchie et par le délitement de l'autorité autrichienne sur ses périphéries, les responsables ukrainiens parviennent à arracher pour leur pays le district de Chelm. Pour cette raison, les Polonais parlent alors d'un « quatrième partage » de la Pologne.
À cette concession territoriale s'ajoute l'octroi d'un domaine royal en Bukovine, doté d'une autonomie interne pour les Ruthènes habitant en Autriche, ainsi qu'un droit de regard octroyé à la Rada sur l'administration de cette région.

### Clauses politiques
Lors des négociations, les plénipotentiaires ukrainiens parviennent à obtenir la satisfaction de l'ensemble de leurs revendications. Ils arrachent notamment un droit de regard dans l'administration interne des territoires ukrainiens de la double monarchie, en Galicie orientale et en Bukovine.

### Clauses économiques
Les clauses économiques du traités sont fixées au cours de négociations qui s'ouvrent sur ces dossiers le 17 janvier. La République populaire ukrainienne s'engage à accorder de larges concessions économiques aux puissances centrales.
Ainsi, les négociateurs ukrainiens multiplient les promesses, comme celle de livrer les excédents alimentaires à la double monarchie et au Reich. Il garantissent notamment la livraison à la double monarchie affamé la livraison d'un million de tonnes de céréales dans les six mois suivant la signature de la paix.

## Conséquences de la signature

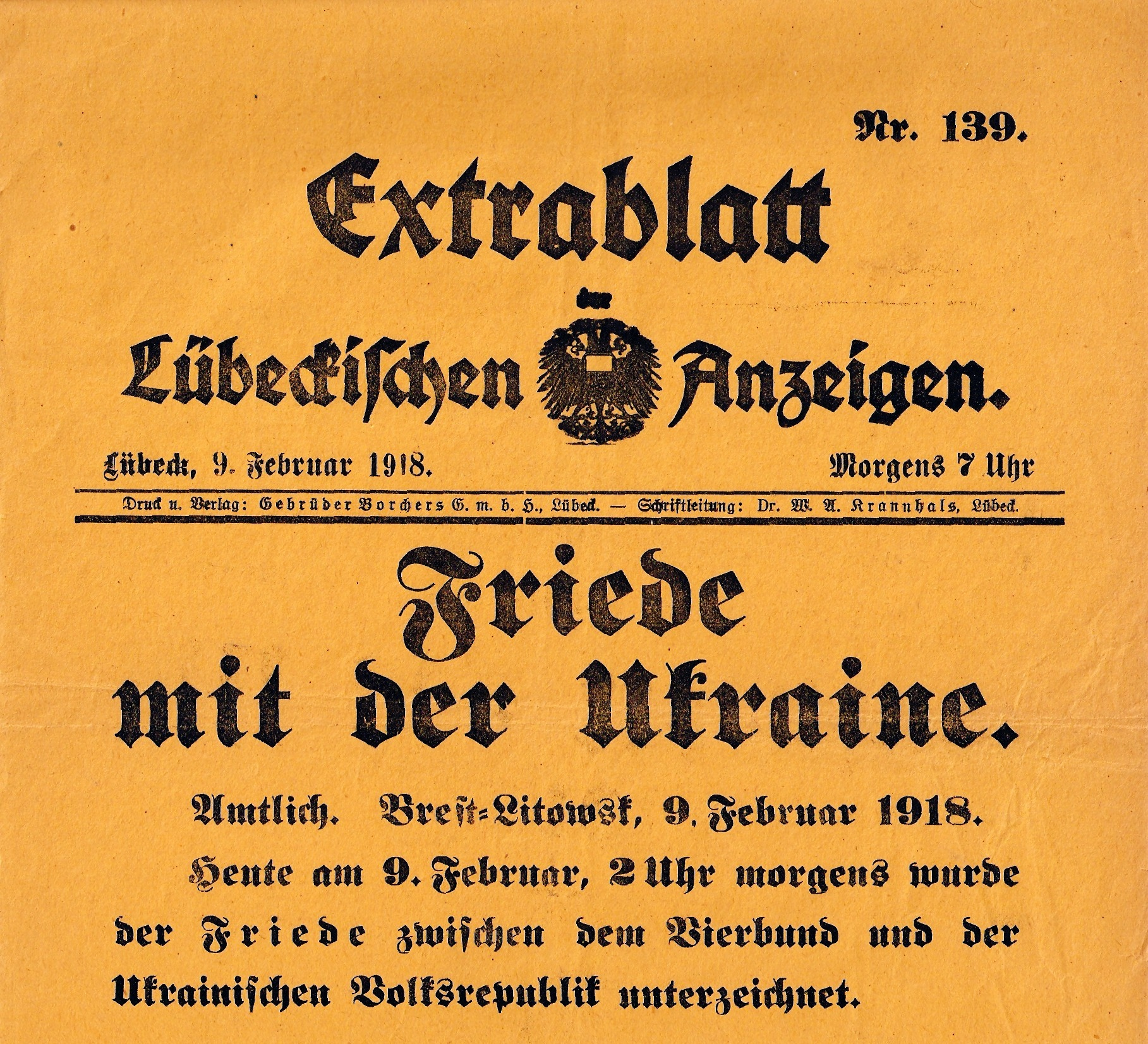
« Paix avec l'Ukraine » : dépêche de presse allemande, 9 février 1918 guerre mondiale.

### Ratification du traité
Le traité entre les puissances centrales et la République populaire ukrainienne n'a jamais été ratifié. En effet, la ratification est soumise à la livraison de denrées alimentaires au Reich et à la double monarchie ; or, le gouvernement de la république populaire n'est pas en mesure de livrer les denrées promises aux Allemands et aux Austro-hongrois.

### Conséquences politiques au sein des puissances centrales
Le traité signé entre les puissances centrales et l'Ukraine, en amputant le royaume de Pologne de la région de Chełm, éloigne définitivement les Polonais des puissances centrales. À partir de ce moment, les Polonais ne soutiennent plus les puissances centrales en échange de la satisfaction de leurs revendications nationales.
En effet, les Polonais, nombreux au sein du commandement de l'armée austro-hongroise, multiplient alors les marques de rupture avec la double monarchie : les militaires polonais démissionnent massivement, notamment le gouverneur général de Lublin, Stanisław Szeptycki, et le responsable de l'administration civile austro-hongroise, Jerzy Madeyski ; d'autres renvoient leurs décorations. De plus, le cercle polonais regroupant les députés polonais au Reichsrat autrichien, soutien indéfectible au gouvernements qui se succèdent à Vienne depuis 1867, rompt tout contact avec le cabinet d'Ernst Seidler von Feuchtenegg, empêchant la constitution de toute majorité parlementaire.
Les principaux responsables de la double monarchie, l'empereur Charles, Ottokar Czernin et Stephan Burián von Rajecz, sont parfaitement conscients du choc que les clauses de la paix avec l'Ukraine peuvent causer au sein de la double monarchie, mais, à leurs yeux, ils font le choix du moindre des deux maux qui frappent alors la double monarchie, préférant résoudre la crise alimentaire que subit la double monarchie depuis deux ans.

### Conséquences en Ukraine, en Pologne et en Russie
La signature de la paix avec le gouvernement ukrainien, alors en pleine déconfiture face à l'offensive bolchevique en Ukraine, incite les responsables militaires des puissances centrales à intervenir militairement dans la guerre civile russe, afin, notamment, de garantir les termes de la paix avec l'Ukraine.
Le traité avec l'Ukraine à peine signé, les militaires allemands obtiennent la reprise de la guerre sur le front de l'Est, simplement en imposant aux diplomates la rupture des pourparlers de paix avec les négociateurs bolcheviks. Au terme de l'avancée allemande en Russie, les négociateurs bolcheviks, drapés dans le refus de reconnaître l'indépendance ukrainienne, cèdent, et le 3 mars 1918, reconnaissent, en signant la paix avec les puissances centrales, les termes du traité avec l'Ukraine.
Déçus par le transfert de Chełm à l'Ukraine, ainsi que par l'érection d'un kronland jouissant d'une autonomie accrue en Galicie orientale, les Polonais se détachent massivement des puissances centrales, la régence de Pologne doit affronter une crise politique sans précédent, tandis que les Polonais d'Autriche se détachent massivement de la double monarchie, démissionnant de leurs fonctions, renvoyant leurs décorations, le club polonais ne soutenant plus le gouvernement autrichien,. Le gouvernement impérial de Vienne ne contrôle alors plus la Galicie, qui sombre alors dans l'anarchie, les fonctionnaires quittant leur poste, ou l'exerçant sans entrain.
Enfin, rapidement, le nouvel État ukrainien, la République populaire ukrainienne, se révèle un État fantoche géré, à la suite d'un coup d'état réussi le 28 avril 1918, par un officier cosaque, Pavlo Skoropadsky, prête-nom des occupants allemands.